# Abu Abedi Kanu
Abu Abedi Kanu (ur. 12 maja 1991 we Freetown) – sierraleoński piłkarz grający na pozycji obrońcy. Od 2019 jest zawodnikiem klubu East End Lions FC.

## Kariera klubowa
Swoją karierę piłkarską Kanu rozpoczął w klubie Old Edwardians FC. W sezonie 2008/2009 zadebiutował w jego barwach w pierwszej lidze sierraleońskiej. W sezonie 2009/2010 grał w Kallon FC, z którym został wicemistrzem Sierra Leone. W sezonie 2010/2011 był zawodnikiem azerskiego klubu Rəvan Baku. W 2011 wrócił do Kallon FC. W sezonie 2011/2012 wywalczył z nim wicemistrzostwo kraju. W latach 2015–2018 występował w Mighty Blackpool FC. W 2019 przeszedł do East End Lions FC. W sezonie 2019 wywalczył z nim mistrzostwo, a w sezonie 2021/2022 - wicemistrzostwo Sierra Leone.

## Kariera reprezentacyjna
W reprezentacji Sierra Leone Kanu zadebiutował 14 stycznia 2012 w przegranym 1:3 towarzyskim meczu z Angolą, rozegranym w Kabindzie. Od 2012 do 2018 wystąpił w kadrze narodowej 12 razy.